# Jerzy Nosek
Jerzy Nosek (ur. 18 września 1923 w Jarosławiu, zm. 30 czerwca 1998 tamże) – polski inżynier architekt, żołnierz AK.

## Życiorys
Ukończył studia na Wydziale Architektury Politechniki Wrocławskiej z tytułem magistra inżyniera architekta. W 1952 został starszym projektantem Państwowego Przedsiębiorstwa „Miastoprojekt” w Rzeszowie. Po wykonaniu projektu osiedla w Tarnobrzegu, zbierającego pochlebne recenzje, został generalnym projektantem i koordynatorem w sprawach architektury dla miasta Tarnobrzega.
Wśród jego opracowań architektonicznych były m.in.:
- Sanktuarium Matki Bożej Nieustającej Pomocy w Niechobrzu[2]
- Kościół pw. Matki Bożej Różańcowej w Jacie[3]
- Kościół pw. św. Maksymiliana Kolbe w Stępinie[4]
- Kaplica i sala katechetyczna w Kielanówce[5]
- Kościół pw. Matki Bożej Różańcowej w Zamojscach[6]
- Kościół pw. św. Katarzyny Aleksandryjskiej w Gogołowie[7]
- Dom Kolejarza w Rzeszowie
- Szkoła zawodowa w Sanoku
- Szkoła w Komorowie
- Zakłady przemysłowe w Nisku
- Rekonstrukcja synagogi w Rzeszowie[8]
- Projekt generalny osiedla „Siarka” w Tarnobrzegu

Został członkiem zarządu SARP, działał w Związku Zawodowym Pracowników Budownictwa i Materiałów Budowlanych.

## Odznaczenia i nagrody
- Złoty Krzyż Zasługi
- Nagroda wojewódzka za twórczość (1957)